# Euxoa rabiata
Euxoa rabiata är en fjärilsart som beskrevs av Smith 1910. Euxoa rabiata ingår i släktet Euxoa och familjen nattflyn. Inga underarter finns listade i Catalogue of Life.